# میرزا اسماعیل قاصر
میرزا اسماعیل قاصر (به ترکی آذربایجانی: Mirzə İsmayıl Qasir) (زاده ۱۸۰۵ در شهرستان آغ‌داش – درگذشت ۱۹۰۰ لنکران) شاعر ترک‌زبان که در دوران قاجار در ایران متولد شد تا آنجا که بعدتر شهرش شهرستان آغ‌داش به همراه سایر مناطق قفقاز ضمیمه شوروی شد. وی تحصیلات اولیه را در زادگاهش گذراند سپس راهی لنکران شد، اندکی بعد جهت تحصیلات وارد ایران شد و دوره‌هایی را در اهر و تبریز گذراند و فنون شعر فارسی و ترکی را آموخت و سپس راهی آذربایجان شوروی شد تا پایان عمر خود به فعالیت در زمینه شعر و ادبیات آذربایجانی پرداخت و در ۹۵ سالگی در شهر لنکران درگذشت.